# A2 Basket League 2019-2020
L'A2 Basket League 2019-2020 è stata la 59ª edizione della seconda divisione greca di pallacanestro maschile. La 34ª edizione con il nome di A2.
La stagione è stata interrotta prematuramente per pandemia di COVID-19 e per questo sono stati annullati sia i play-off promozione che i play-out, evitando così retrocessioni in B Ethniki.

## Classifica finale
| #  | Teams                  | P  | V  | P  | PF   | PS   | Pt | Qualificate |
| -- | ---------------------- | -- | -- | -- | ---- | ---- | -- | ----------- |
| 1  | Charilaos Trikoupīs    | 21 | 19 | 2  | 1758 | 1577 | 40 | Promozione  |
| 2  | Diagoras Dryopideon    | 21 | 16 | 5  | 1818 | 1671 | 37 | Playoff     |
| 3  | Psychiko               | 21 | 13 | 8  | 1545 | 1524 | 34 | Playoff     |
| 4  | Apollon Patrasso       | 21 | 12 | 9  | 1614 | 1556 | 33 | Playoff     |
| 5  | Karditsas              | 21 | 11 | 10 | 1577 | 1571 | 32 | Playoff     |
| 6  | Olympiakos B           | 21 | 17 | 4  | 1628 | 1473 | 32 |             |
| 7  | Eleftheroupoli Kavalas | 20 | 11 | 9  | 1573 | 1474 | 31 |             |
| 8  | Agriniou               | 21 | 9  | 12 | 1543 | 1562 | 30 |             |
| 9  | Anatolia Thessalonikīs | 21 | 9  | 12 | 1536 | 1554 | 30 |             |
| 10 | Dafni Dafniou          | 21 | 9  | 12 | 1643 | 1662 | 30 |             |
| 11 | Oiakas Napfliou        | 21 | 8  | 13 | 1622 | 1580 | 29 | Playout     |
| 12 | Tritonas Sepolion      | 21 | 7  | 14 | 1503 | 1628 | 28 | Playout     |
| 13 | Pagrati Atene          | 21 | 7  | 14 | 1643 | 1718 | 28 | Playout     |
| 14 | Filippos Verias        | 21 | 7  | 14 | 1466 | 1643 | 28 | Playout     |
| 15 | Koroivos Amaliadas     | 20 | 7  | 13 | 1515 | 1612 | 27 | Retrocesse  |
| 16 | Amyntas                | 21 | 5  | 16 | 1409 | 1588 | 26 | Retrocesse  |